# Daniel Dousset
Daniel Michel Dousset, né le 10 juin 1917 à Paris 12e et mort le 27 octobre 1997 à Paris 8e est un coureur cycliste, spécialiste de la piste, puis agent de coureurs.

## Biographie

### Coureur cycliste
En 1935, il achète un vélo, s'aligne dans la Course de la Médaille et signe une licence au Voltaire-Sportif. Quatre fois en finale, il se qualifie pour la Grande Finale de la Médaille 1935-36,  et de nouveau pour celle de 1936-37 mais n'y prend pas part à cause d'un épanchement de synovie. Il travaille au service des petites annonces de L'Auto jusqu'à son départ pour son service militaire à la base aérienne 117 à Paris. En 1938, au Grand Prix de Paris, il élimine Italo Astolfi  en série. Le même jour, il devient champion de France militaire de vitesse. Début 1939, il se fait remarquer pour son intelligence tactique en battant Lucien Michard et Louis Chaillot,,.
En 1940, Il fait partie de « l'écurie » managée par André Mouton. Il se tourne vers les américaines et fait équipe avec Louis Aimar,, Roger Magdelaine,et André Desmoulins. Il court des omniums. En 1943, il s'associe avec Roger Godeau.
En 1946, il participe aux six jours de Paris et finit 5e avec Roger Godeau. En 1947, il abandonne blessé à la tête, à la suite d'une chute; en 1948, il termine 8e avec André Pousse,; en 1949, 7e avec Georges Guillier; 11e en 1950 avec Pierre Iacoponelli.
En 1948, il prend le départ des six jours de New York associé avec Roger Le Nizerhy mais abandonne. En 1949, il s'essaye au demi-fond. Il est champion d'hiver derrière moto commerciale du Vel' d'Hiv',. En 1950, il participe aux six jours de New York associé Lucien Gillen mais ne termine pas.

### Manager
À partir de 1948, il conseille les jeunes de Voltaire-Sportif, et en devient l'un des directeurs sportifs, en 1952, avec Jean Saugues et Jean Noret
Il tient un café-tabac, le tabac du Vél' d'Hiv', 1 boulevard de Grenelle.
En 1951, Il devient président de l'Union Professionnelles des Cyclistes Français (UPCF),. Il est nommé directeur technique des « tricolores » aux championnats du monde en Italie,,.
Dès 1950, Daniel Dousset prend  sous son aile un certain nombre de coureurs. Les rapports privilégiés qu’il entretient avec André Mouton, gestionnaire de la carrière de Fausto Coppi et directeur du vélodrome d’Hiver de Paris lui permette d'entretenir un important réseau de relations et de s’imposer rapidement comme le manager de référence,.
Henri Anglade a des propos sévères sur Dousset : "À l'époque, il y avait deux hommes qui travaillaient avec les coureurs. Un super gentil (Roger Piel) et l'autre, méchant (Daniel D). J'ai pris le gentil, celui qui ne coûtait pas cher, et cela m'a sans aucun doute fait perdre beaucoup d'argent. Plus tard, Poulidor a pris le gentil lui aussi".
En 1959, il propose à Roger Rivière de battre le record de l'heure du Vélodrome d'hiver. Rivière accepte le contrat qui lui rapporte 800 000 francs. Le 17 avril, il établit le nouveau record de la piste en parcourant 45,732 kilomètres, mais celui-ci n'est pas homologué.
Dans les années 1960, avec Roger Piel, un autre manager, il réussit à faire évoluer favorablement les gains des coureurs notamment dans les critériums d'après Tour,. Cela signifie que plus un coureur courre souvent, plus il gagne, tant qu'il performe. Le dopage devient alors une conséquence inévitable de la combinaison des kilomètres dépensés dans les courses et des kilomètres passés en voiture entre les courses, comme dans le cas de Tom Simpson,.

## Palmarès
- 1938
  -  Champion de France militaire de vitesse
- 1939
  - Prix Gabriel Poulain[7],[9]
  - Prix J.-B. Louvet[43]
  - Omnium des jeunes[44]
  - Champion de vitesse de l'Armée de l'Air[45]
  - 3e du Championnat de France militaire de vitesse[46]

- 1940
  - 2e du Prix J.-B. Louvet[47]
  - 3e du Prix Goullet-Fogler avec Louis Aimar[13]
  - 3e du Prix Hourlier-Comès  avec Roger Magdelaine[48]

- 1941
  - 2e du Prix de L'Auto (omnium)[49]
- 1942
  - Prix Jean Cugnot[50]
  - Omnium des As à Reims[51]
  - Prix Octave Lapize (omnium)[52]
  - Omnium des As à Vichy[53]
  - Prix Frank Henry (omnium)[17]
- 1943
  - Prix Gérard Debaets, omnium par équipe avec Raymond Lamouroux[54]
- 1944
  - 2e du Prix Dupré-Lapize avec Roger Godeau

- 1945
  - Prix Hourlier-Comès avec Roger Godeau

- 1946
  - 2e du Prix du Salon avec Roger Godeau
  - 2e du Prix Raynaud-Dayen avec Roger Godeau

## Coureurs dont il a géré les affaires
- Jacques Anquetil[55],[56]
- Louison Bobbet
- Adolphe Deledda[57]
- Raphaël Géminiani[58]
- Guy Lapebie
- Henri Lemoine[59]
- Paul Matteoli[60]
- Roger Rioland[61]
- Roger Rivière[62]
- Jean Robic[63]
- Michel Rousseau
- Georges Senfftleben[64]
- Tom Simpson[42]